# Pjotr Klimuk
Pjotr Iljič Klimuk (bělorusky Пётр Ільіч Клімук, rusky Пётр Ильйич Климук) (* 10. července 1942 Komarovka, Brestská oblast Běloruské SSR) je bývalý vojenský letec a sovětský kosmonaut běloruského původu. Do vesmíru letěl v kosmických lodích Sojuz třikrát vždy jako velitel lodi.

## Život

### Mládí a výcvik
Narodil se ve vesničce poblíž slavné Brestské pevnosti. Otce ztratil v roce 1944, zahynul ve válce. Vychovávala jej tedy i s oběma sestrami matka a našla si druha. Otčíma Pjotr vnímal jako vlastního otce. Byl domácím kutilem, rád pracoval se dřevem a dokázal během školy dřevem obložit jejich dům. Ze základní školy se přihlásil na letecké učiliště, to absolvoval s výtečným prospěchem. Následovala základní vojenská služba na severu SSSR, v té době byl nižším důstojníkem a o kosmických lodích jen snil. Vstoupil do Komunistické strany. Byl vybrán velitelem jednotky k sérii testů, lékařských prohlídek a nakonec se výběrovým sítem dostal až do Hvězdného městečka. Tehdy se mu ještě říkalo Zelené. Následovalo devět let tvrdého výcviku a čekání. Členem týmu kosmonautů byl od 28. října 1965 až do 3. března 1982.

### Lety do vesmíru
V roce 1973 startoval z Bajkonuru na lodi Sojuz 13 společně s Lebeděvem. Hlavním programem osmidenního letu byla astronomická fotografování hvězdné oblohy. Přistáli s kabinou na území Kazachstánu.
O další dva roky později letěl podruhé, tentokrát s Sojuzem 18, na palubě s ním byl Vitalij Sevasťjanov, pracovali dva měsíce jako druhá základní posádka na orbitální stanicí Saljut 4.
Potřetí letěl vzhůru z Bajkonuru v roce 1978 na lodi Sojuz 30, spolu s ním letec kosmonaut Mirosław Hermaszewski z Polska. Byli druhou návštěvnickou mezinárodní posádkou na orbitální stanici Saljut 6, kde byla zároveň připojena loď Sojuz 29 a kde pracovala druhá základní posádka ve složení Vladimir Kovaljonok a Alexandr Ivančenkov. Po týdnu se vrátili na Zemi, přistáli s kabinou na padáku na území Kazašské SSR.

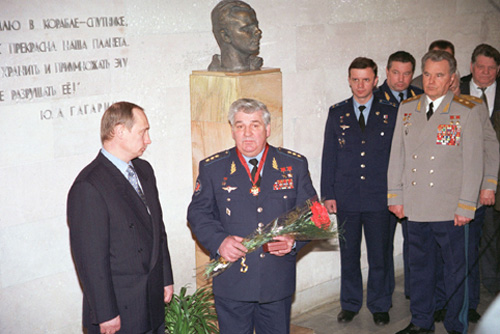
Pjotr Klimuk vyznamenaný v roce 2000 Vladimirem Putinem

- Sojuz 13 (18. prosince 1973 – 26. prosince 1973)
- Sojuz 18 (24. května 1975 – 26. července 1975)
- Sojuz 30 (27. června 1978 – 5. července 1978)[3].

### Po letech
Napsal o svém druhém letu knížku. Od roku 1978 byl generálem. Od roku 1990 byl politrukem a od roku 1996 velitelem Hvězdného městečka. V roce 2003 kandidoval ve všeobecných volbách za Stranu obnovy Ruska – Ruskou stranu života. Je ženatý a má syna Míšu.

## Vyznamenání
- Hrdina Sovětského svazu – Sovětský svaz, 23. prosince 1973 a 27. července 1975
- Leninův řád – Sovětský svaz, 23. prosince 1973, 27. července 1975 a 5. července 1978

- Řád grunwaldského kříže I. třídy – Polsko, 1978
- Medaile bratrstva ve zbrani – Polsko, 1978
- Řád za službu vlasti v ozbrojených silách SSSR III. třídy – Sovětský svaz, 17. února 1984
- Řád Za zásluhy o vlast IV. třídy – Rusko, 9. dubna 1996
- Řád Za zásluhy o vlast III. třídy – Rusko, 2. března 2000 – za velkou službu státu při rozvoji letů do vesmíru
- Řád za službu vlasti II. třídy – Bělorusko, 15. července 2002 – za službu při rozvoji a posílení vědecké, technologické a vojenské spolupráce[4]
- velkodůstojník Řádu čestné legie – Francie, 2004
- Řád přátelství mezi národy – Bělorusko, 16. července 2007 – za svůj významný přínos k posílení přátelských vztahů a spolupráce mezi Běloruskem a Ruskem[5]
- Medaile Za zásluhy při objevování vesmíru – Rusko, 12. dubna 2011 – za ohromné úspěchy na poli výzkumu, rozvoje a využití vnějšího vesmíru a za mnoho let pilné práce a za veřejnou činnost[6]
- Pilot-kosmonaut Sovětského svazu